# Towarzystwo Historyczne Obwodu Nadnoteckiego

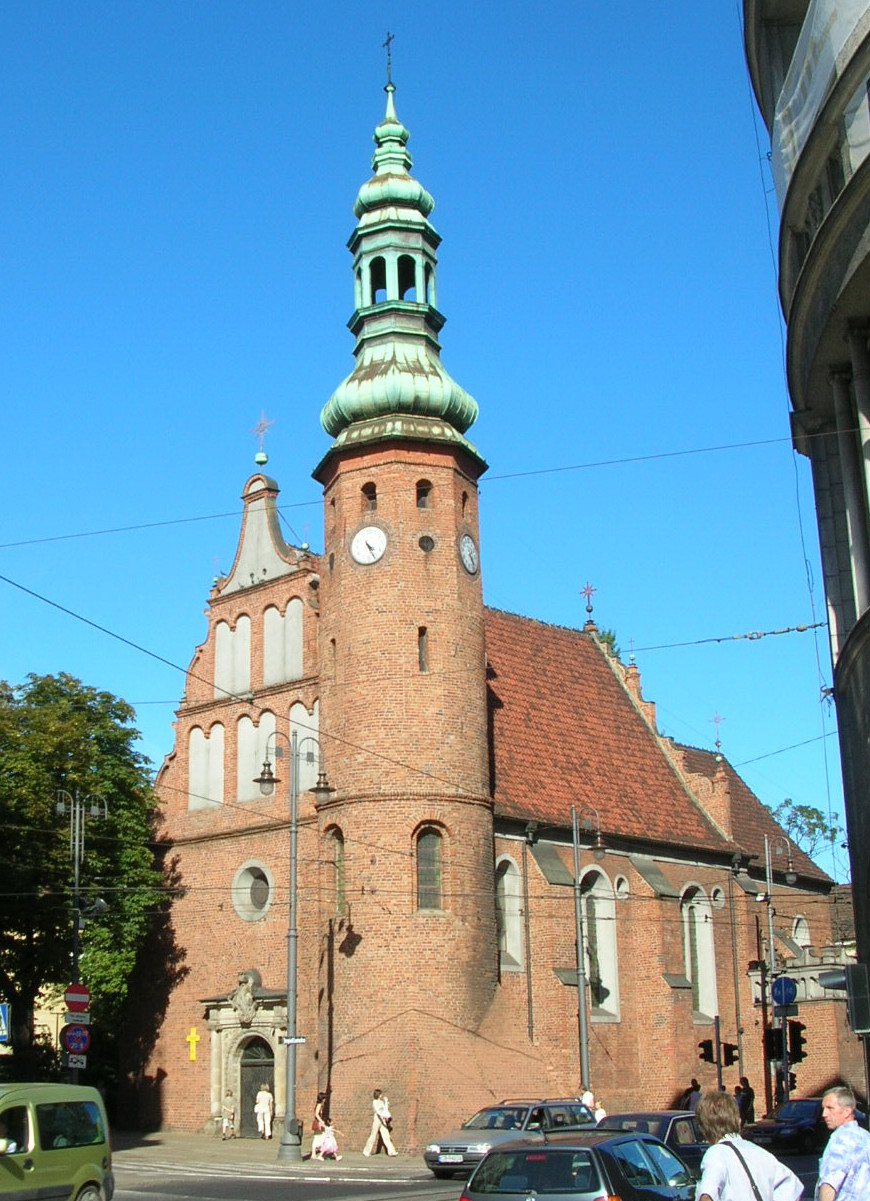
Kościół klarysek w Bydgoszczy, gdzie w latach 1885-1920 przechowywano eksponaty historyczne i archeologiczne zebrane przez Towarzystwo Historyczne Obwodu Nadnoteckiego

Towarzystwo Historyczne Obwodu Nadnoteckiego – stowarzyszenie (niem. Historische Gesellschaft für den Netzedistrikt zu Bromberg) istniejące w latach 1880–1902, poświęcone gromadzeniu zbiorów historycznych oraz badaniu historii miasta Bydgoszczy i regionu bydgoskiego; protoplasta Muzeum Okręgowego w Bydgoszczy. Od 1902 do 1945 r. istniało jako oddział historyczny Niemieckiego Towarzystwa Sztuki i Nauki w Bydgoszczy.

## Historia

### Okres samodzielności 1880-1902
„Towarzystwo Historyczne” (niem. Historischer Verein) w Bydgoszczy zostało założone 29 października 1880 r., w rok po utworzeniu w Gdańsku „Zachodniopruskiego Towarzystwa Historycznego”. Impulsem do jego założenia była zorganizowana wcześniej Wystawa Prowincjonalna, na której pokazano szereg prehistorycznych znalezisk z obszaru byłego Obwodu Nadnoteckiego. Zaskoczenie wywołane bogactwem dziejów regionu stawiało pytanie, co zrobić z wystawionymi eksponatami, których dalsze losy były niepewne. Rozwiązanie tej kwestii znalazł kupiec i radny miejski, Hermann Franke (późniejszy Honorowy Obywatel Bydgoszczy), który wraz z dyrektorem gimnazjum królewskiego, dr Wilhelmem Guttmannem zaproponował utworzenie Towarzystwa Historycznego. 
Statut, przyjęty w dniu założenia, określał jako cel stowarzyszenia poszukiwanie zabytków starożytności i przedmiotów o wartości historycznej, zwłaszcza z Bydgoszczy i okolicy oraz  ich przechowywanie. Pomiędzy 16 założycielami znajdowało się dwóch redaktorów naczelnych, którzy zajęli się propagowaniem celów towarzystwa, tak że liczba członków już pod koniec pierwszego roku sprawozdawczego wzrosła do 96 osób.
Towarzystwo koncentrowało się w pierwszych latach na wykopaliskach cmentarzysk urnowych i grobów skrzynkowo-kamiennych z doliny rzeki Brdy, bagien nadnoteckich, znad Wisły i jeziora Gopło. Eksponaty przewieziono do Bydgoszczy i wystawiono najpierw w jednym z pomieszczeń gimnazjum, a następnie na przebudowanym chórze w kościele klarysek. Od 30 listopada 1890 r. były one udostępnione do zwiedzania. Opiekunem zbiorów do 1920 r. był bydgoszczanin, młody przyrodnik z praktyką muzealną Konrad Kothe.
Przełomowym momentem w dziejach Towarzystwa było pozyskanie dr Ericha Schmidta, urodzonego w 1861 r. w Łobżenicy, wychowanego w Bydgoszczy. On jako pierwszy urzeczywistnił dalsze cele statutowe towarzystwa, jakimi były działalność wykładowa i wydawnicza, zwłaszcza z zakresu na nowo odkrywanej historii Bydgoszczy. Wyniki jego badań historii miasta i sprawozdania z wykopalisk, znajdują się w rocznikach towarzystwa, które ukazywały się w latach 1866–1899 i po dziś dzień stanowią wartościowe źródło historyczne.
W 1885 r. zostało w Poznaniu założone „Towarzystwo Historyczne dla Prowincji Poznańskiej”, któremu władze prowincji usiłowały podporządkować stowarzyszenie bydgoskie. W tej sytuacji, w 1888 r. zmieniło ono nazwę na Towarzystwo Historyczne dla Dystryktu Nadnoteckiego w Bydgoszczy (niem. Historische Gesellschaft für den Netzedistrikt zu Bromberg). Dokonano w ten sposób jednoznacznego rozgraniczenia sfer wpływów w stosunku do Poznania, chociaż sięgnięto przy tej okazji do nazewnictwa, które politycznie było już nieaktualne.
Liczba członków Towarzystwa wzrastała stale od 141 osób w 1891 r. do 219 w 1900 r. Byli wśród nich urzędnicy administracji państwowej i miejskiej z prezydentem rejencji na czele, fabrykanci, kupcy, lekarze, nauczyciele i prawnicy. Sporadycznie istnieli w Towarzystwie  również Polacy, np. proboszcz bydgoski Józef Choraszewski oraz lekarz Emil Warmiński. 
Wśród ważniejszych przejawów działalności Towarzystwa Historycznego znajdowały się prelekcje wygłaszane przez jego członków, odsłonięcie (1894 r.) na trakcie spacerowym śluz bydgoskich popiersia Franza von Brenkenhoffa – organizatora budowy Kanału Bydgoskiego oraz protesty przeciw planom rozbiórki ruin zamku bydgoskiego i wysadzenia w powietrze wieży kościoła karmelitów na nabrzeżu Brdy. 
W 1896 r. z okazji 550-lecia lokacji miasta Erich Schmidt opublikował akt lokacyjny miasta w językach łacińskim i niemieckim jako jubileuszowe wydawnictwo Towarzystwa Historycznego. 

### Oddział historyczny Niemieckiego Towarzystwa Sztuki i Nauki 1902-1920
Na przełomie XIX i XX wieku przeprowadzono pod naciskiem nadprezydenta Prowincji Poznańskiej połączenie wszystkich towarzystw naukowych i twórczych prowincji w jedno „Niemieckie Towarzystwo dla Sztuki i Nauki" (niem. Deutsche Gesellschaft für Kunst und Wissenschaft), któremu też zapewnione zostały dotacje państwowe. W Bydgoszczy połączyło się, nie bez pewnego oporu, siedem towarzystw. Historycy byli w tym nowym związku w liczbie ponad 200 członków najsilniejszą grupą. Bydgoskie Towarzystwo Sztuki i Nauki zachowało nadal wobec Poznania swoją samodzielność.
W nowej formie organizacyjnej możliwe było publikowanie w poznańskich czasopismach fachowych. W 1903 r., gdy kierownik Biblioteki Miejskiej, dr Georg Minde-Pouet, powołał do życia „Oddział Literatury”, odciążył w ten sposób „Oddział Historyczny” towarzystwa. Z drugiej strony stało się możliwe sprowadzenie do Bydgoszczy znanych prelegentów z Poznania, Berlina i Wrocławia.
W 1903 r. zbiory biblioteczne Towarzystwa przekazano w depozyt Bibliotece Miejskiej z zastrzeżeniem praw własności.

### Działalność po 1920 r.
Po włączeniu Bydgoszczy do odrodzonego państwa polskiego w 1920 r. przejęto część zbiorów byłego Towarzystwa Historycznego Obwodu Nadnoteckiego, które stały się zrębem nowo organizowanego Muzeum Miejskiego. Jednakże większa część eksponatów została przez emigrujących Niemców wywieziona do Berlina i zdeponowana w „Museum für Völkerkunde”. 
W okresie międzywojennym, w nadal funkcjonującym w Bydgoszczy, lecz zmniejszonym liczbowo Niemieckim Towarzystwie Sztuki i Nauki zlikwidowano część oddziałów, w tym historyczny. W 1927 r. reaktywował je profesor Niemieckiego Gimnazjum Prywatnego w Bydgoszczy Kurt Skonietzki, lecz dalszy rozwój przerwała II wojna światowa i jej konsekwencja, jakim było usunięcie Niemców z Bydgoszczy w 1945 r. 